# Fontenay-près-Chablis
Fontenay-près-Chablis är en kommun i departementet Yonne i regionen Bourgogne-Franche-Comté i norra Frankrike. Kommunen ligger i kantonen Chablis som tillhör arrondissementet Auxerre. År 2022 hade Fontenay-près-Chablis 136 invånare.

## Befolkningsutveckling
Antalet invånare i kommunen Fontenay-près-Chablis
| Referens: INSEE |